# Lijst van onderscheidingen van de 11. SS-Freiwilligen-Panzergrenadier-Division Nordland
Dit is een lijst van onderscheidingen van de 11. SS-Freiwilligen-Panzergrenadier-Division Nordland.

## Dragers van de Gesp voor Frontdienst

### In goud
- Walter Seebach, SS-Obersturmführer, SS Panzergrenadier-Regiment 24[1]
- Rudolf Ternedde, SS-Sturmbannführer, SS Panzergrenadier-Regiment 24[2]
- Karl Viehmann, SS-Oberscharführer, SS Panzergrenadier-Regiment 23[3]
- Willi Wettstein, SS-Hauptscharführer, SS Panzergrenadier-Regiment 23[4]

## Drager van het Aanbevelingscertificaat van de Opperbevelhebber van het Duitse Leger
- Hans Kusch, SS-Unterscharführer, SS Panzergrenadier-Regiment 23[5]

## Dragers van het Duits Kruis

### In goud
- Helmut von Bockelberg, SS-Obersturmbannführer[6]
- Richard Braunstein, SS-Untersturmführer, SS Panzer-Abteilung 11[6]
- Dederich Clemens, SS-Obersturmführer, SS Panzergrenadier-Regiment 23
- Paul Falke, SS-Hauptsturmführer, SS Panzer-Regiment 11[7]
- Heinz Fechner, SS-Obersturmführer, SS Panzergrenadier-Regiment 23[7]
- Erhard Göttlich, SS-Obersturmführer, SS Panzergrenadier-Regiment 23[7]
- Artur Grathwol, SS-Hauptsturmführer, SS Panzer-Abteilung 11[7]
- Rolf Holzboog, SS-Obersturmführer, SS Flak-Abteilung 11[8]
- Friedrich-Wilhelm Karl, SS-Obersturmbannführer, SS Panzer-Artillerie-Regiment 11[8]
- Walter Körner, SS-Obersturmführer, SS Panzergrenadier-Regiment 23[8]
- Otto Kroll, SS-Hauptsturmführer, SS Panzer-Artillerie-Regiment 11[8]
- Kurt Kühne, SS-Hauptscharführer, SS Panzer-Abteilung 11[8]
- Karl Kulsch, SS-Oberscharführer, SS Panzergrenadier-Regiment 23[8]
- Georg Langendorf, SS-Obersturmführer, SS Panzer-Aufklärungs-Abteilung 11
- August-Georg Loderhose, SS-Hauptsturmführer, SS Panzer-Artillerie-Regiment 11[8]
- Siegfriend Lorenz, SS-Obersturmführer, SS Panzer-Aufklärungs-Abteilung 11[8]
- Herbert Meyer, SS-Haupsturmführer, SS Panzergrenadier-Regiment 24[9]
- Walter Plöw, SS-Obersturmbannführer, SS Flak-Abteilung 11[9]
- Hermann Potschka, SS-Sturmbannführer, SS Panzer-Artillerie-Regiment 11[9]
- Karl von Renteln, SS-Untersturmführer, SS Panzer-Jäger-Abteilung 11[9]
- Rudolf Rott, SS-Obersturmführer, SS Panzer-Abteilung 11[9]
- Karlheinz Schulz-Streek, SS-Hauptsturmführer, SS Panzer-Jäger-Abteilung 11[10]
- Per Sörensen, SS-Haupsturmführer, SS Panzergrenadier-Regiment 24[10]
- Ernst-Richard Strübben, SS-Obersturmführer, SS Panzer-Abteilung 11[10]
- Rudolf Ternedde, SS-Hauptsturmführer, SS Panzergrenadier-Regiment 24[10]
- Karl Theilacker, SS-Hauptscharführer, SS Panzergrenadier-Regiment 23[10]
- Günther Viercks, SS-Hauptsturmführer, SS Panzer-Artillerie-Regiment 11[10]
- Alfred Wedel, SS-Oberscharführer, SS Panzer-Abteilung 11
- Hermenegild Graf von Westphalen, SS-Obersturmbannführer, SS Panzergrenadier-Regiment 24[10]
- Georg Wille, SS-Standarten-Oberjunker, SS Panzer-Abteilung 11[10]

### In zilver
- Siegfriend Conrad, SS-Sturmbannführer, Vierter Generalstabsoffizier (Divisionsintendant)[11]
- Otto-Friedrich Gläsker, SS-Sturmbannführer, SS Nachschubben-Truppe 11[12]
- Kurt Heindel, SS-Hauptscharführer, SS Panzergrenadier-Regiment 23[13]
- Joachim Tiburtius, SS-Hauptsturmführer, Zweiter Generalstabsoffizier (Quartiermeister), Stab[14]

## Dragers van de Erebladgesp
- Georg Erichsen, SS-Obersturmführer, SS Panzer-Aufklärungs-Abteilung 11[15]
- Karl Ewald, SS-Hauptscharführer, Kp.Truppführer, 2. Kompanie, SS-Feld-Ersatz-Bataillon 11[16][17]
- Alfred Fischer, SS-Sturmbannführer, SS Panzer-Artillerie-Regiment 11[18]
- Fritz Gärdtner, SS-Obersturmführer, SS Panzer-Pioneer-Batallion 11[19][20]
- Willi Hund, SS-Obersturmführer, SS Panzergrenadier-Regiment 23[21][17]
- Alfred Jonstrup, SS-Unterscharführer, SS Panzergrenadier-Regiment 24[22][17]
- Franz Lang, SS-Obersturmbannführer, SS-Feldersatz-Bataillon 11[23][17]
- Hans-Gösta Pehrsson, SS-Obersturmführer, SS Panzer-Aufklärungs-Abteilung 11[24][17]
- Fritz Sidon, SS-Obersturmführer, SS Panzergrenadier-Regiment 24[25][20]
- Per Sørensen, SS-Hauptsturmführer, SS Panzergrenadier-Regiment 24[26][17]
- Rudolf Ternedde, SS-Hauptsturmführer, SS Panzergrenadier-Regiment 24[2][17]
- Franz Thomalla, SS-Hauptsturmführer[27][17]

## Dragers van het Ridderkruis van het IJzeren Kruis
- Joachim Ziegler, SS-Brigadeführer und Generalmajor der Waffen-SS, Stab der division[28][29]
- Josef Bachmeier, SS-Hauptsturmführer, SS Panzergrenadier-Regiment 23[30][31]
- Martin Gürz, SS-Hauptsturmführer, SS Panzergrenadier-Regiment 23[32][33]
- Willi Hund, SS-Obersturmführer, SS Panzergrenadier-Regiment 23[34][35]
- Fritz Knöchlein, SS-Obersturmbannführer, SS Panzergrenadier-Regiment 23[36][37]
- Albert Krügel, SS-Sturmbannführer, SS Panzergrenadier-Regiment 23[38][39]
- Hanns-Heinrich Lohmann, SS-Sturmbannführer, SS Panzergrenadier-Regiment 23[40][41]
- Siegfried Lüngen, SS-Hauptscharfuhrer, SS Panzergrenadier-Regiment 23[36][42]
- Richard Spörle, SS-Hauptsturmführer, SS Panzergrenadier-Regiment 23[36][43]
- Arnold Stoffers, SS-Obersturmbannführer, SS Panzergrenadier-Regiment 23[44][45]
- Egon Christopherson, SS-Unterscharführer, SS Panzergrenadier-Regiment 24[46][47]
- Heinz Hämel, SS-Hauptsturmführer, SS Panzergrenadier-Regiment 24[40][48]
- Albert Hektor, SS-Oberscharführer, SS Panzergrenadier-Regiment 24[32][49]
- Walter Seebach, SS-Obersturmführer, SS Panzergrenadier-Regiment 24[44][50]
- Paul-Albert Kausch, SS-Obersturmbannführer, SS Panzer-Abteilung 11[51][52]
- Rudolf Rott, SS-Obersturmführer, SS Panzer-Abteilung 11[53][54]
- Philipp Wild, SS-Oberscharführer, SS Panzer-Abteilung 11[55][56]
- Friedrich-Wilhelm Karl, SS-Obersturmbannführer, SS Panzer-Artillerie-Regiment 11[57][58]
- Hermann Potschka, SS-Sturmbannführer, SS Panzer-Artillerie-Regiment 11[57][59]
- Georg Langendorf, SS-Untersturmführer, SS Panzer-Aufklärungs-Abteilung 11[60][61]
- Rudolf Saalbach, SS-Hauptsturmführer, SS Panzer-Aufklärungs-Abteilung 11[60][62]
- Caspar Sporck, SS-Unterscharführer, SS Panzer-Aufklärungs-Abteilung 11[63][64]
- Fritz Bunse, SS-Sturmbannführer, SS Pionier-Batallion 11[65][66]

### Met Eikenloof
- Albrecht Krügel SS-Obersturmbannführer, SS Panzergrenadier-Regiment 24[38][39]
- Fritz von Scholz, SS-Brigadeführer und Generalmajor der Waffen-SS[67][68]
- Joachim Ziegler, SS-Brigadeführer und Generalmajor der Waffen-SS[28][29]

### Met Zwaarden
- Fritz von Scholz, SS-Gruppenführer und Generalleutnant der Waffen-SS[67][68]